# Síva (Malevízi)
Síva, en grec moderne : Σίβα, est un village du dème de Héraklion, dans le district régional de Héraklion, de la Crète, en Grèce. Selon le recensement de 2001, la population de Síva compte 264 habitants.
Le village est situé à une altitude de 280 m et à une distance de 18,2 km de la route de Tymbáki. Siva est mentionné dans le recensement de Castrofilaca, en 1583, avec 312 habitants.